# Colin Buchanan Sword
Pour les articles homonymes, voir Buchanan et Sword.
Cet article possède un paronyme, voir Colin Buchanan (homonymie).
Colin Buchanan Sword (8 janvier 1845-16 juin 1902) est un homme politique canadien de la Colombie-Britannique. Il est député provincial indépendant de la circonscription britanno-colombienne de Westminster d'une élection partielle en 1890 à 1894 et de Westminster-Dewdney de 1894 à 1898.
Sword meurt à New Westminster en juin 1902 à l'âge de 86 ans.